# SMS Irene
Le SMS Irene est un croiseur protégé de la Kaiserliche Marine (marine impériale allemande) qui n'avait qu'un sister-ship, le SMS Prinzess Wilhelm. Il a été construit pour le service d'outremer et baptisé du nom de la princesse Henri de Prusse, née princesse Irène de Hesse-Darmstadt, sœur de l'épouse de Nicolas II.

## Historique

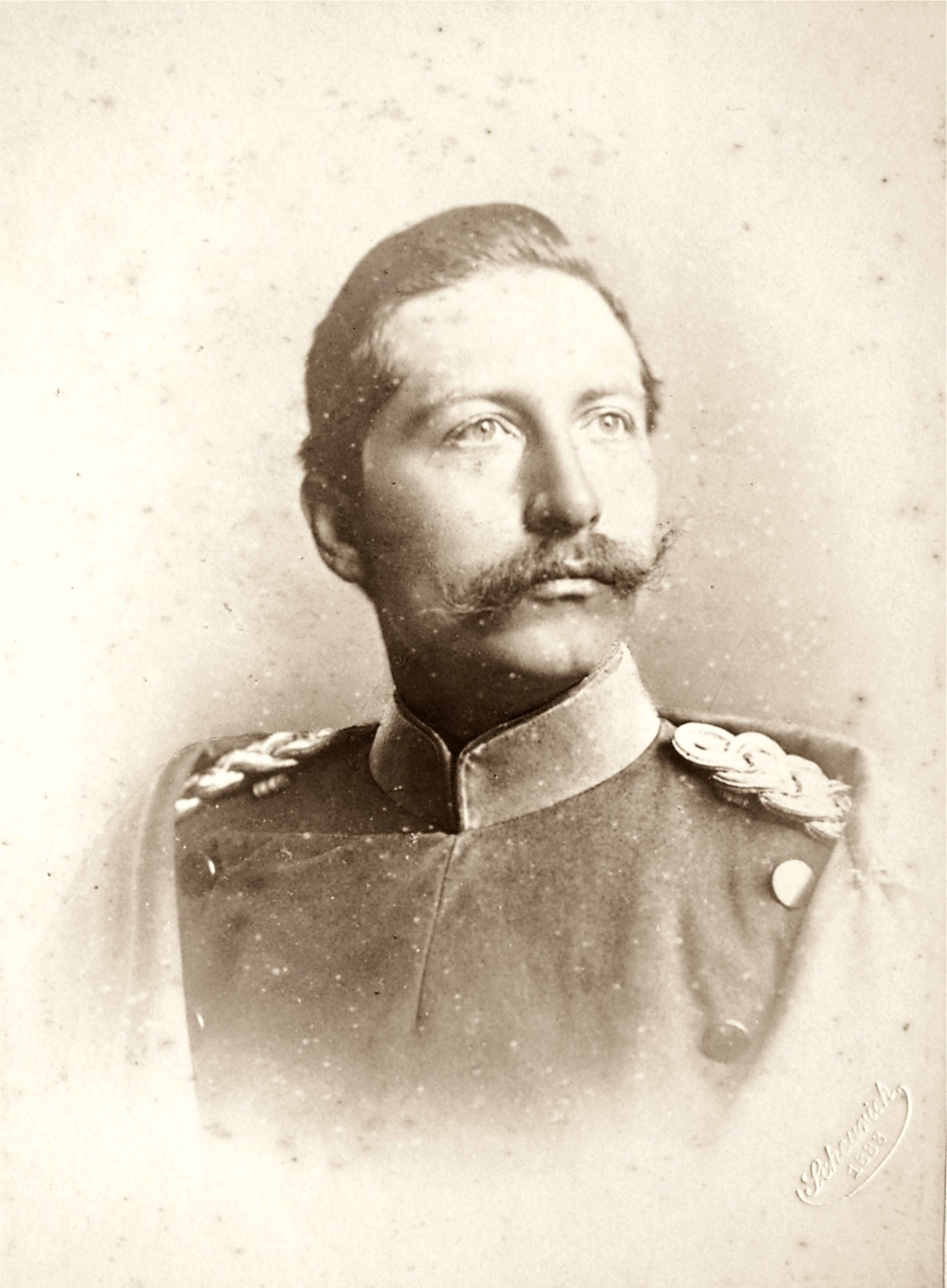
Le Kaiser Guillaume en 1888

Le SMS Irene est construit aux chantiers AG Vulcan de Stettin en 1886. Il est lancé le 23 juillet 1887 et terminé le 25 mai 1888 au chantier impérial de Kiel. Son tonnage est de 4 271 tonnes pour une charge maximum de 5 027 tonnes. Il mesure 103,7 m (98,9 m au-dessus de la ligne de flottaison) de longueur, 14,2 m de largeur. Son tirant d'eau est de 6,4 m - 7,63 m, pour une vitesse de 18,5 nœuds. Son équipage comprend 365 hommes.

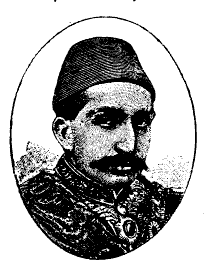
Abdülhamid II

Le premier voyage d'essai du SMS Irene a lieu le 25 mai 1888. Il passe la fin de l'automne et l'hiver en travaux d'amélioration. Il entre en service le 1er avril 1889 sous le commandement du prince Henri, alors Kapitän zur See. À la fin du mois de mai, il participe à de grandes manœuvres. Il croise en mer Méditerranée à partir du 10 septembre 1889 rejoignant l'escadre escortant Guillaume II, avec le navire amiral SMS Kaiser, pour le mariage à Athènes de sa sœur la princesse Sophie avec Constantin de Grèce qui a lieu le 28 octobre. Le couple impérial reçoit ensuite à bord de son yacht, le SMY Hohenzollern, le sultan ottoman Abdülhamid II, puis le SMS Kaiser passe le détroit des Dardanelles (sans le SMS Irene) grâce à la permission du sultan. Le voyage de retour se fait en direction de Corfou, où la famille impériale est invitée chez l'impératrice d'Autriche (Sissi). Guillaume II et son épouse quittent la flotte à Venise le 12 novembre 1889. Deux jours plus tard, le SMS Irene repart en direction de Corfou, pour se rendre en Égypte et le long des côtes palestiniennes. Les journaux critiquent la présence à bord de la princesse Irène qui avait décidé d'accompagner son mari, ce qui est interdit par le règlement de la marine. Le voyage de retour s'effectue en avril 1890.

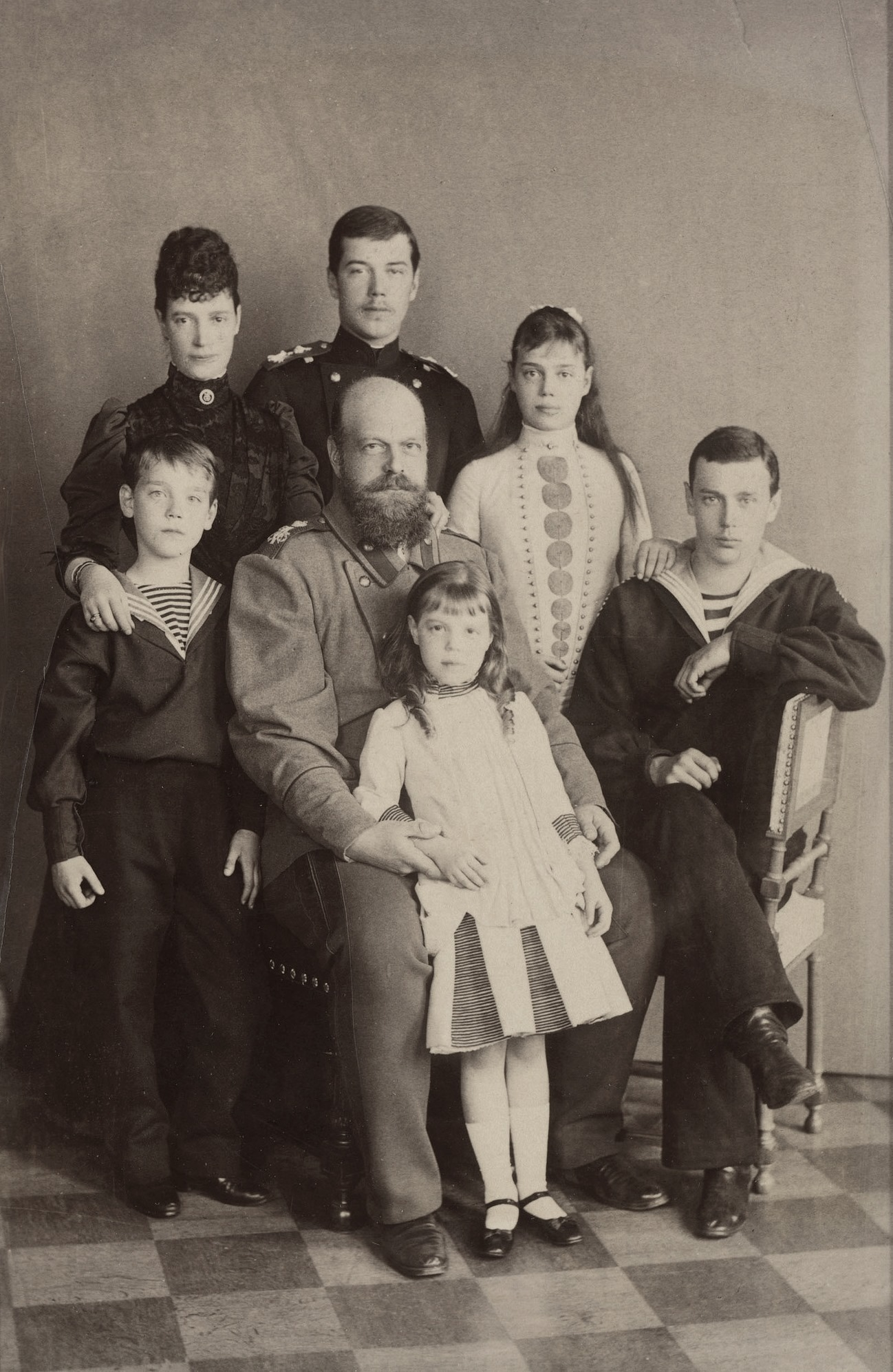
Alexandre III et sa famille

Cette année-là le croiseur escorte à nouveau le yacht impérial et le Kaiser honore le navire d'une visite, alors qu'il est avec le SMS Kaiser pour effectuer une visite officielle au Danemark à la fin de juin, auprès du roi Christian IX, puis une autre à Christiania auprès d'Oscar II qui est alors roi de Suède et de Norvège. En août 1890 le navire escorte Guillaume II à Ostende, où il doit rencontrer le roi des Belges Léopold II. Il assiste à la semaine nautique de Cowes et le SMS Irene escorte le couple impérial du 14 août au 27 août à la visite qu'il doit faire à Alexandre III et sa famille à Saint-Pétersbourg. Ensuite le SMS Irene participe aux manœuvres annuelles, puis il est mis hors service, le 24 septembre. Le navire est modernisé, ainsi que son armement. Il repart en 1894.

### Extrême-Orient
La guerre sino-japonaise de 1894 oblige l'Empire allemand à créer son escadre d'Extrême-Orient (Ostasiengeschwader) à partir de l'été 1894. Le SMS Irene reprend donc du service le 1er novembre et prend la route de la Chine le 17 novembre. Il passe par le Maroc à Casablanca, où un commerçant allemand a été assassiné. Cette présence militaire provoque la colère des journaux français évoquant la « politique de la canonnière ».
Le croiseur arrive à Tchéfou, le 14 février 1895, et devient navire amiral, prenant à son bord le contre-amiral Hoffmann (en) qui quitte le SMS Arcona. La division comprend aussi les deux corvettes SMS Marie et SMS Alexandrine, ainsi que les canonnières SMS Iltis et SMS Wolf. Le SMS Irene navigue ensuite entre Formose, Hong Kong et Changhaï. Le SMS Prinzeß Wilhelm rejoint la division de croiseurs en juin et le 10 juillet 1895 le SMS Irene perd sa qualité de navire-amiral à Changhaï, le contre-amiral Hoffmann prenant le commandement du cuirassé SMS Kaiser. La division se rend au Japon jusqu'à Hakodate, puis elle retrouve les côtes chinoises. Elle se trouve en mars et avril 1896 à Yokohama pour renforcer les liens diplomatiques et militaires avec l'Empire du Levant. Le 15 juin 1896, le contre-amiral Tirpitz prend le commandement de la division à Changhaï. La question se pose alors de la recherche d'un point d'appui pour la marine allemande. Tirpitz rencontre à Vladivostok le gouverneur russe Alexeïev pour soulever cette question en septembre 1896. Le SMS Irene quitte les ports japonais pour se rendre à Changhaï avec le SMS Kaiser. Toute la division est à Amoy en novembre pour trouver un point d'appui qui puisse servir de nouvelle escale. Le SMS Kaiser doit se rendre à Hong Kong pour réparations, aussi Tirpitz se rend à bord du SMS Irene pour se diriger vers Manille. Il retrouve le SMS Kaiser en janvier 1897. En mars, la division est de nouveau à Yokohama, puis passe le détroit de Formose  pour se trouver près de Fou-kien dans la baie de Samsah, afin d'y étudier la possibilité d'établir une escale. Tirpitz est à Nagasaki, lorsqu'il est rappelé en Allemagne pour devenir secrétaire d'État à la marine. Son successeur est le contre-amiral von Diederichs à la tête de la division. Il entre en fonction le 11 juin 1897 et se rend à Changhaï à bord du SMS Kaiser, puis effectue une longue visite au Japon, tandis que le SMS Prinzeß Wilhelm accompagne le navire-amiral. Le SMS Irene, quant à lui, part avec le SMS Arcona pour Korsakovsk, mouille dans la baie de Vladimir et à Vladivostok. La division est de retour à Yokohama le 8 septembre. Le SMS Irene repart pour Hong Kong en octobre, afin de procéder à des réparations.
Le 1er novembre 1897, deux missionnaires catholiques allemands, les pères verbistes Franz Xaver Nies et Richard Henle, sont assassinés par des rebelles chinois, lors d'émeutes anti-chrétiennes. L'empereur Guillaume donne alors l'autorisation, pressé par Mgr Anzer, d'établir un point d'appui pour l'escadre allemande dans la baie de Kiautschou (Kiaou-Tchéou en français de l'époque). L'Allemagne obtient la concession de l'empereur de Chine pour quatre-vingt-dix-neuf ans, afin de construire le port de Tsingtau (Tsing-Tao en français de l'époque). De même l'Angleterre s'établit à Hong Kong, la Russie plus tard à Port-Arthur et la France à Fort-Bayard. Le SMS Kaiser, le SMS Prinzeß Wilhelm et le SMS Irene sont dans la baie de Tsingtau le 14 novembre. Le SMS Arcona les retrouve le 2 décembre en provenance d'Hong Kong. La flotte allemande a trouvé une escale et la presse étrangère se déchaîne.
Le SMS Irene est à Nagazaki en avril 1898 pour réparations, puis se dirige vers Manille où il arrive le 8 mai. La guerre civile gronde aux Philippines, alors colonie espagnole, dans le contexte de la guerre hispano-américaine. Plusieurs bateaux allemands s'y trouvent, ce qui provoque des tensions avec les États-Unis. Le SMS Irene qui est depuis deux mois au large de Manille est arrêté par le navire américain USRC McCulloch lui demandant de s'identifier, les Américains craignant une aide des Allemands aux Espagnols. Le SMS Irene a quant à lui la charge de défendre la sécurité des sujets de l'Empire allemand, mais il a pris aussi à bord des civils espagnols, en majorité des femmes et des enfants, fuyant la guerre. Finalement le chef d'escadre lui donne l'ordre de faire route vers la Chine, le 8 juillet.
Le SMS Irene est pour réparations à Nagazaki en octobre, retourne à Manille, où ont encore lieu des incidents avec la marine américaine. Il retourne en Chine en février 1899, prend part au voyage de l'escadre en Russie et en Corée avec le nouveau navire-amiral, le SMS Deutschland. Le croiseur SMS Irene est de nouveau en réparations à Nagasaki en octobre, il est à Tsingtau en janvier 1900.

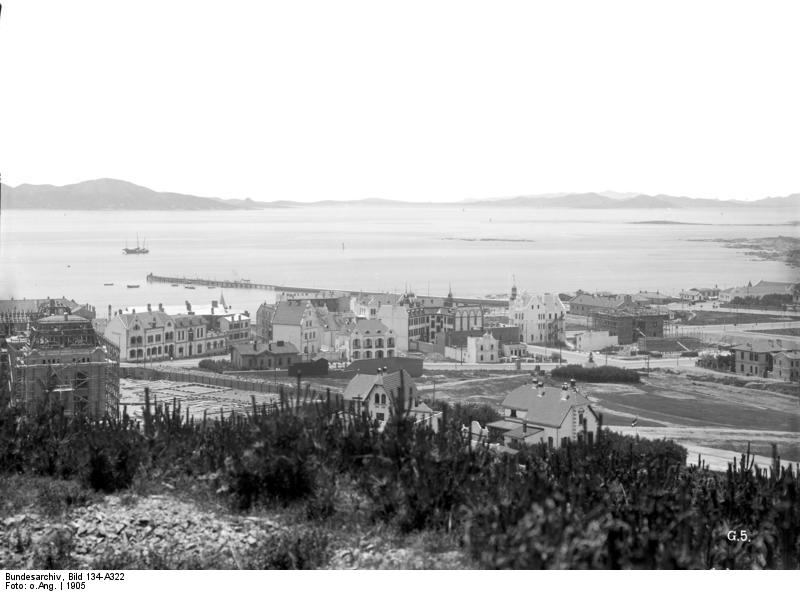
Panorama de Tsingtau au début du XXe siècle

La révolte des Boxers en Chine gronde à partir de 1899 et en 1900 la rébellion est à son comble, surtout lorsque le quartier des légations à Pékin est assiégé et que le baron von Ketteler, représentant de l'Empire allemand, est assassiné. Le SMS Irene est en mission en janvier 1900 à Tientsin pour débarquer des troupes en renfort au corps expéditionnaire international dirigé par l'amiral Seymour. Douze membres de son équipage trouvent la mort à Tientsin. En juin, il y retourne pour débarquer deux compagnies du IIIe bataillon de marine, puis retourne à Tsingtau et enfin assure le maintien de l'ordre en octobre à l'embouchure du Yang-Tsé-Kiang avec d'autres navires occidentaux.
Le 27 juin 1901 sonne le retour du SMS Irene en Allemagne. Le voyage se fait avec le SMS Gefion. les deux navires arrivent à Wilhelmshaven, le 22 septembre 1901. Le croiseur est mis hors service à Dantzig, le 1er octobre. Des travaux sont effectués à Wilhelmshaven entre 1903 et 1905 pour mettre le navire aux normes modernes, sans qu'il retourne en service, mais il est finalement rayé des listes des navires de combat de la marine impériale, le 17 février 1914. Il servait depuis décembre 1913 de navire-caserne à des équipages de sous-marins à Kiel. Le navire garde cette fonction pendant la Première Guerre mondiale. Il est démoli en 1921.

## Commandants de bord
- 25 mai - 28 novembre 1888: capitaine-lieutenant Leopold Koellner
- 1er avril 1889 - 24 septembre 1890: Kapitän zur See prince Henri de Prusse
- 1er novembre 1894 - mai 1896: korvettenkapitän, puis Kapitän zur See Erich von Dresky
- Mai 1896 - novembre 1897: Korvettenkapitän, puis Kapitän zur See Georg du Bois
- Novembre 1897 - novembre 1899: Korvettenkapitän August Obenheimer
- Novembre 1899 - janvier 1901: Korvettenkapitän, puis fregattenkapitän Johannes Stein
- Janvier - 1er octobre 1901: fregattenkapitän, puis Kapitän zur See Wilhelm Gildemeister

## Source
- (de) Cet article est partiellement ou en totalité issu de l’article de Wikipédia en allemand intitulé « SMS Irene » (voir la liste des auteurs).